# Chloe Howman
Chloe Howman, née en 1978 à Londres, est une actrice britannique spécialisée dans les séries télévisées. 

## Biographie
Chloe Howman est la fille de l'acteur Karl Howman (en) et sa sœur Katy-Jo Howman est également actrice.

## Filmographie
- 1986 : Brush Strokes (série télévisée) : la nièce de Jacko
- 1996 : Jack and Jeremy's Real Lives (série télévisée)
- 1999-2000 : Family Affairs (série télévisée) : Julie-Anne Jones
- 2000 : A Christmas Carol (en) (téléfilm) : Jane
- 2001 : Hollyoaks: Movin' On (série télévisée) : Tara
- 2002 : The Estate Agents (série télévisée) : Jane
- 2002 : Me & Mrs Jones (téléfilm) : Heather
- 2003 : 40 (mini-série) : Angela
- 2003 : Sparkling Cyanide (téléfilm) : Iris Marle
- 2004 : Making Waves (série télévisée) : Teresa Fellows
- 2005 : The Golden Hour (série télévisée) : PC Rowena Banks
- 2005 : The Ghost Squad (série télévisée) : Kay
- 2004-2006 : Life Begins (série télévisée) : Helen
- 2007 : Double Time (téléfilm) : Cassie Page
- 2007-2008 : Holby Blue (série télévisée) : PC Kelly Cooper
- 2008 : Mutual Friends (série télévisée) : Julia
- 2009 : Fathers of Girls : Emma Salerno
- 2003-2010 : The Bill (série télévisée) : Carol Clark / Julia
- 2010 : New Tricks (série télévisée) : Eve Aspinall
- 2000-2010 : Doctors (série télévisée) : Emma Mooreland / Andrea Lane / Marina Taylor
- 2012 : Metamorphosis : Anna
- 2010-2016 : Casualty (série télévisée) : Rita Freeman / Leanne Forrester / Anna Portman